# اجلاس ۲۰۲۳ گروه ۲۰ دهلی نو
اجلاس ۲۰۲۳ گروه ۲۰ دهلی نو هجدهمین نشست (G20) (گروه بیست) بود که در روزهای ۹ تا ۱۰ سپتامبر ۲۰۲۳ در مرکز همایش بین‌المللی بهارات مانداپام، پراگاتی میدان، دهلی نو برگزار شد.
این نخستین برگزاری اجلاس G20 در هند و همچنین در جنوب آسیا بود.

## پیش‌زمینه
در ابتدا قرار بر این شده‌بود که هند میزبان اجلاس G20 در سال ۲۰۲۱ و ایتالیا در سال ۲۰۲۲ میزبان باشد. در اجلاس G20 سال ۲۰۱۸ در بوئنوس آیرس در آرژانتین، نخست‌وزیر نارندرا مودی گفت که از ایتالیا خواسته‌است تا در سال ۲۰۲۱ میزبان نشست سران باشد و اجازه دهد که هند به مناسبت هفتاد و پنجمین سال استقلال خود در سال ۲۰۲۲ میزبان اجلاس باشد. ایتالیا پذیرفت که: با توجه به روابط رو به پیشرفت دو کشور، میزبانی هند را برای اجلاس G20 در سال ۲۰۲۲ را به جای کشورش، می‌پذیرد.
با این حال، پس از درخواست وزیر امور خارجه اندونزی، رتنو مارسودی، هند ریاست خود بر گروه ۲۰ را با اندونزی مبادله کرد، زیرا اندونزی نیز در سال ۲۰۲۳ ریاست گرد هم‌آیی اتحادیه کشورهای جنوب شرق آسیا (ASEAN) را بر عهده خواهد داشت.